# الهجلة (بروم ميفع)

'

تعديل مصدري - تعديل

الهجلة هي إحدى قرى عزلة بروم بمديرية بروم ميفع التابعة لمحافظة حضرموت، بلغ تعداد سكانها 31 نسمة حسب تعداد اليمن لعام 2004.